# وزارة المالية العامة (رومانيا)
وزارة المالية الرومانية (بالرومانية: Ministerul Finanțelor)‏ هي إحدى الوزارات الخمسة عشر التابعة لحكومة رومانيا.
الوزير الحالي هو مارسيل بولوش، وذلك اعتبارًا من 15 يونيو 2023 م.

## التنظيم
تتبع الوزارة الجهات التالية:
- الوكالة الوطنية للإدارة المالية
- هيئة الجمارك الوطنية
- 40 مديرية عامة لوزارة المالية العامة

## أنظر أيضا
- اقتصاد رومانيا

## روابط خارجية
- www.mfinante.ro - الموقع الرسمي
- وزارة المالية العامة  على فيسبوك.